# Во имя жизни
«Во имя жизни» (азерб. Həyat naminə) — суровая антивоенная картина азербайджанского художника Тогрула Нариманбекова, написанная в 1963—1965 годах. В картине изображены узники концлагеря, которые разрывают своим телом колючую проволоку, чтобы вынести из лагеря ребёнка. В 1965 году картина экспонировалась на республиканской художественной выставке «На страже мира» в Баку.
Нариманбеков в этом произведении продолжает тему самоотверженного подвига, решимости отдать жизнь за счастье людей. Отмечается также, что аллегоричная по решению и сдержанная по колориту картина представляет собой суровый реквием жертвам фашизма.
Григорий Анисимов пишет, что в картине «звучит героическая и взволнованная мелодия», и, что в этой картине даёт себя знать опыт монументалистов Мексики. Ансимов отмечает, что пафос этой картины — это пафос революционной романтики.